# Gordon Duncan
Gordon Duncan (* 14. Mai 1964; † 14. Dezember 2005 in Edradour) war ein schottischer Dudelsackspieler. Sein erster Lehrer an diesem Instrument war Bill Hepburn (der damalige Pipe Major der The Turriff and District Pipe Band), später dann sein Vater und sein älterer Bruder Ian Duncan. Gordon Duncan nahm u. a. mit den Bands Wolfstones, Tannahill Weavers, Ceolbeg und der Dougie-MacLean-Band auf. Sehr erfolgreich war auch seine Solokarriere.
Bekannt war sein langwieriger Kampf mit dem Alkoholismus. Gordon Duncan nahm sich am 14. Dezember 2005 in seinem Wohnort Edradour, Pitlochry, Perthshire das Leben. Die Beerdigung fand am 21. Dezember 2005 im Kreise seiner Familie in der Church of Scotland in Pitlochry statt.

## Die Diskographie der Soloalben
- Just for Seumas (1994)
- The circular breath (1997)
- Thunderstruck (2003)
- Just For Gordon (2007) (posthum veröffentlicht)